# Fundido a negro
Fundido a negro (2012) es un cortometraje escrito y dirigido por Miquel Casals y protagonizado por Raül Tortosa, Anna Ferran, Anna Castillo e Iñaki Martínez.
El proyecto nace, originalmente, para formar parte de un largometraje coral dirigido por 13 realizadores gerundenses sobre temática zombi. El proyecto no acabó realizándose pero sí llevado a cabo por Miquel Casals y Las Producciones de DDM, que acabó materializándose en una historia de amor, música y zombis que navega entre el cine de serie B y el drama romántico.

## Sinopsis
Santi (Raül Tortosa) es un talentoso guionista que atraviesa un momento de crisis profesional y personal. Pese a contar con una asombrosa imaginación, se encuentra en una mala racha y tan sólo es capaz de escribir guiones simples y estereotipados. Una noche, poco antes de la entrega del guion definitivo, conoce a Lucía (Anna Ferran), una simpática y encantadora aspirante a actriz que se convertirá en la musa que estaba esperando. Pero la velada no será tan agradable como parece, en la televisión están anunciando una aterradora noticia: el apocalipsis zombi ha llegado a la ciudad.

## Reparto
- Raül Tortosa - Santi
- Anna Ferran - Lucía
- Anna Castillo - Sandra
- Iñaki Martínez - Álex
- Milena Oliveras - Camarera
- Evelyn Moreno - Chica con el pelo color platino
- Carla Llobet - Presentadora de TV

## Premios

### Festival de Cine de Girona
| Año  | Categoría          | Resultado | Ref.  |
| ---- | ------------------ | --------- | ----- |
| 2012 | Mejor cortometraje | Ganador   | [ 2 ] |